# Impatiens balsamina
Impatiens balsamina is een bloeiende plant In de Balsemienfamilie.
Hij is inheems in India en Zuidoost-Azië en werd reeds in de 19e eeuw in de Verenigde Staten geïntroduceerd. Ook in Europa wordt hij wel als tuinplant gehouden, maar hij is vrij gevoelig voor droogte.

## Beschrijving
De stengels zijn stijl rechtopstaand en weinig vertakt. De plant bereikt hiermee hoogten van meestal 0,5 meter.
De bovenste bladeren staan vertakt. De bladeren zijn langwerpig, glad maar langs de rand getand.
De tweeslachtige, roze tot witte bloemen kunnen alleenstaand zijn, maar ook in groepjes. De spoor is recht en langer dan de kroon, maar kan ook ontbreken.
De bloeitijd loopt van juni tot september.

## Ecologie
De plant is populair bij bijen en andere insecten.

## Gebruik
Voor gebruik in de tuin zijn er o.a.:
- Impatiens balsamina "Camelia flower pink"
- Impatiens balsamina "Camelia flower red"

De plant verdraagt volle zon, maar kan slecht tegen droogte. Hij is ook vorstgevoelig.
Het sap van de bloemen wordt tegen slangenbeten gebruikt.
... · 
I. balfourii (Tweekleurig springzaad) · 
I. balsamina · 
I. glandulifera (Reuzenbalsemien) · 
I. hawkeri (Nieuw-Guinea-impatiens) · 
I. namchabarwensis · 
I. niamniamensis (Congobalsemien) · 
I. noli-tangere (Groot springzaad) · 
I. capensis (Oranje springzaad) · 
I. parviflora (Klein springzaad) · 
I. walleriana (Vlijtig liesje) · 
...